# Athis (Marne)
Pour les articles homonymes, voir Athis.
Athis (prononcé [ati]) est une commune française, située dans le département de la Marne en région Grand Est.

## Géographie

### Localisation
Athis est située dans la Champagne crayeuse.
- 2Carte OpenStreetMap
- 3Carte topographique
- 4Carte avec les communes environnantes

|                    | Tours-sur-Marne |                       |
| Plivot             | Athis           | Cherville, Jâlons     |
| Les Istres-et-Bury | Pocancy         | Champigneul-Champagne |

### Hydrographie
La commune est dans la région hydrographique « la Seine de sa source au confluent de l'Oise (exclu) » au sein du bassin Seine-Normandie. Elle est drainée par les Tarnauds, la Noire, la Noue Marnais, le Fossé 01 de la Noue de Fer, le Fossé 01 des Roses et divers autres petits cours d'eau,.
Les Tarnauds, d'une longueur de 19 km, prend sa source dans la commune de Jâlons et se jette  dans la Marne à Épernay, après avoir traversé huit communes. Il passe au nord du village.

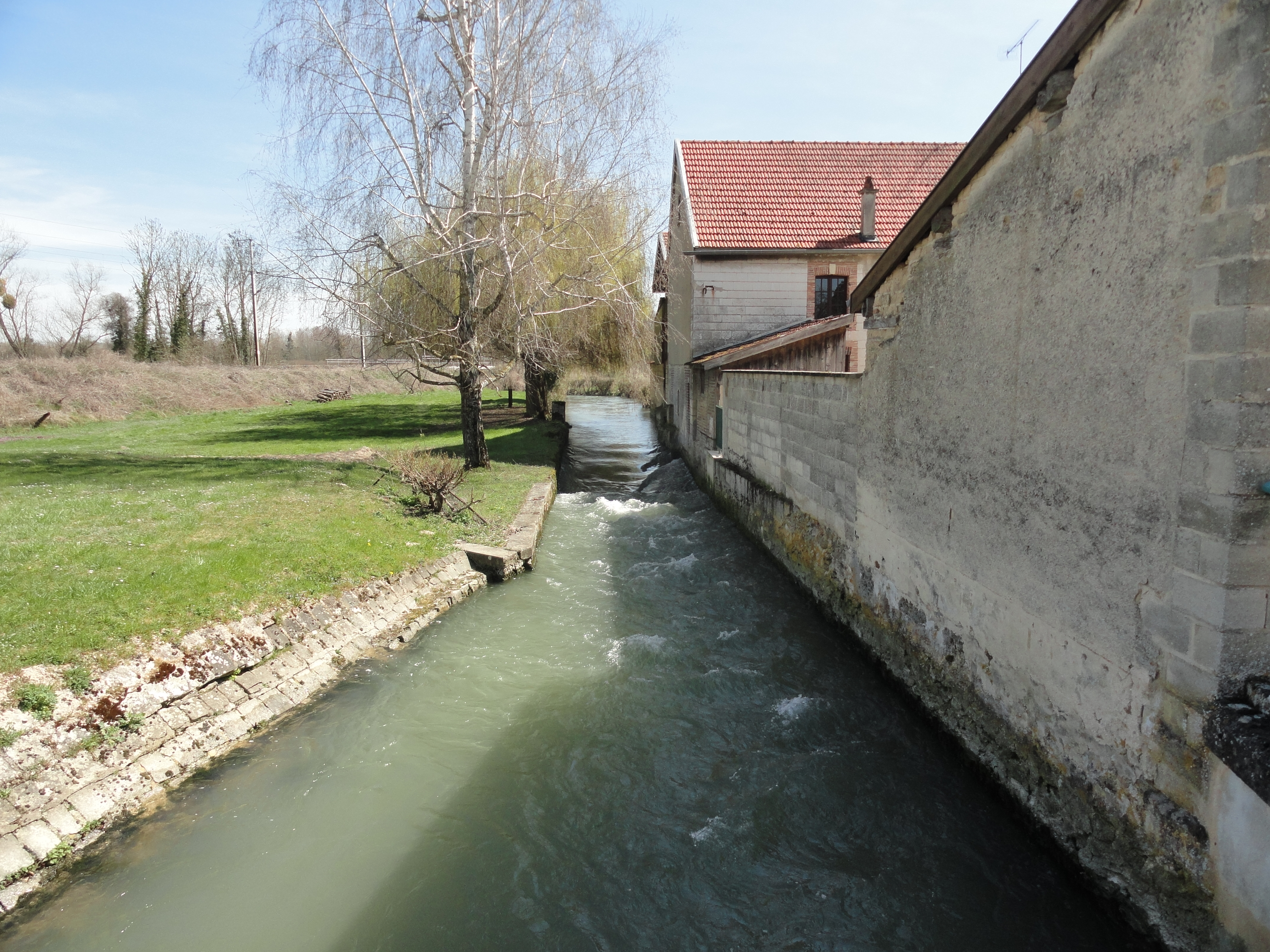
Les Tarnauds au nord d'Athis.
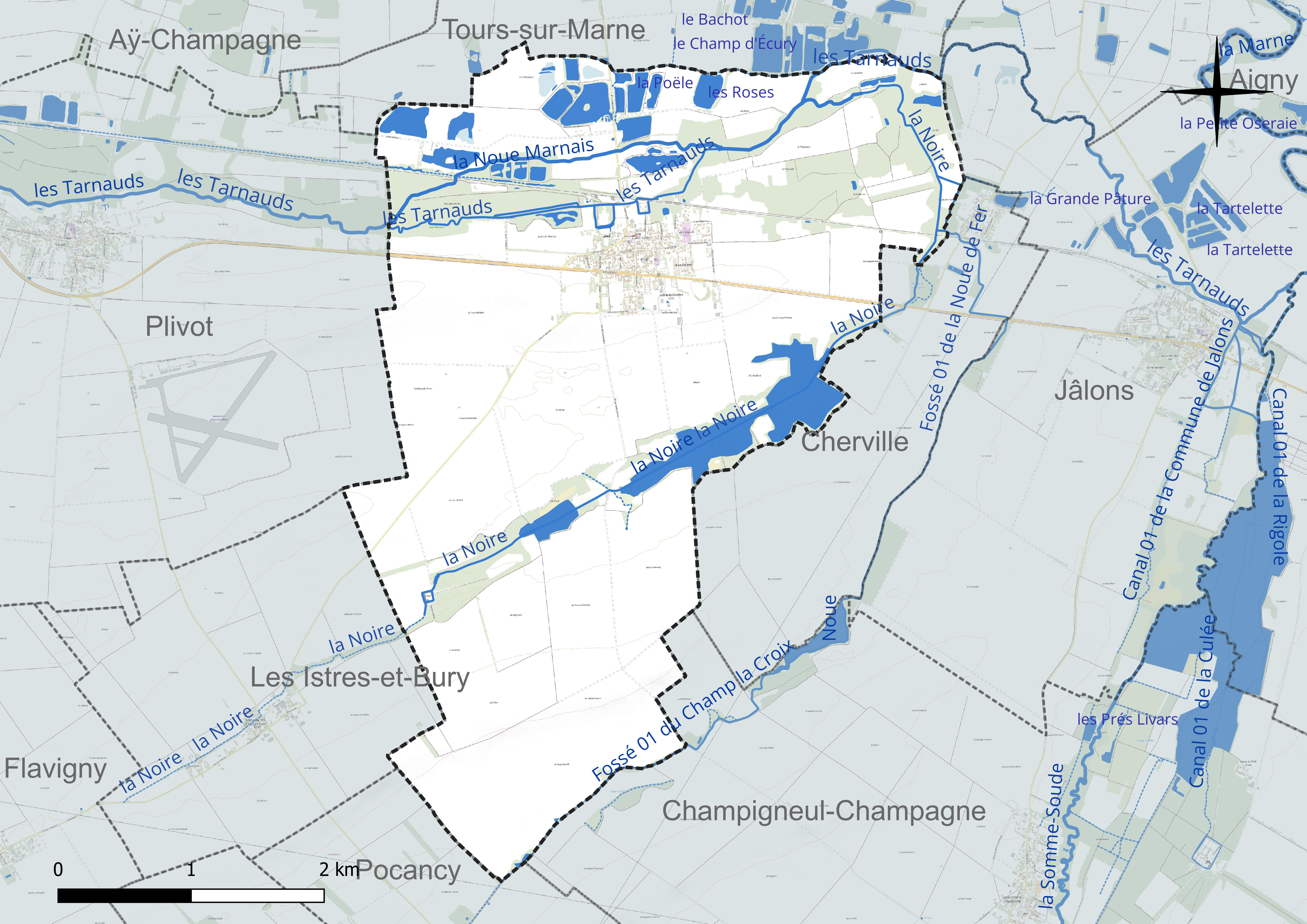
Réseau hydrographique d'Athis.

Deux plans d'eau complètent le réseau hydrographique : la Poële (3,2 ha) et les Roses (4,2 ha),.
Au sud et au sud-est, près de Cherville, on trouve les marais d'Athis-Cherville. Ils ont été proposés pour devenir un site Natura 2000 d'importance communautaire. Il s'agit de tourbières alcalines très bien conservées. Les marais sont traversés par le ruisseau la Tranchée, affluent des Tarnauds qui prend le nom de la Noire, en aval d'Athis, et Montjouy en amont. Au nord, d'anciennes carrières forment aujourd'hui des étangs. Cette partie de la commune, comme le long de la Tranchée, est boisée.

### Climat
Pour des articles plus généraux, voir Climat du Grand Est et Climat de la Marne.
En 2010, le climat de la commune est de type climat océanique dégradé des plaines du Centre et du Nord, selon une étude du Centre national de la recherche scientifique s'appuyant sur une série de données couvrant la période 1971-2000. En 2020, Météo-France publie une typologie des climats de la France métropolitaine dans laquelle la commune est exposée à un climat océanique altéré et est dans la région climatique Nord-est du bassin Parisien, caractérisée par un ensoleillement médiocre, une pluviométrie moyenne régulièrement répartie au cours de l’année et un hiver froid (3 °C).
Pour la période 1971-2000, la température annuelle moyenne est de 10,4 °C, avec une amplitude thermique annuelle de 15,7 °C. Le cumul annuel moyen de précipitations est de 646 mm, avec 10,9 jours de précipitations en janvier et 7,9 jours en juillet. Pour la période 1991-2020, la température moyenne annuelle observée sur la station météorologique de Météo-France la plus proche, « Bouzy-Civc », sur la commune de Bouzy à 7 km à vol d'oiseau, est de 11,5 °C et le cumul annuel moyen de précipitations est de 687,5 mm. 
La température maximale relevée sur cette station est de 41,2 °C, atteinte le 25 juillet 2019 ; la température minimale est de −20,5 °C, atteinte le 16 janvier 1985,,.
Les paramètres climatiques de la commune ont été estimés pour le milieu du siècle (2041-2070) selon différents scénarios d'émission de gaz à effet de serre à partir des nouvelles projections climatiques de référence DRIAS-2020. Ils sont consultables sur un site dédié publié par Météo-France en novembre 2022.

## Urbanisme

### Typologie
Au 1er janvier 2024, Athis est catégorisée bourg rural, selon la nouvelle grille communale de densité à sept niveaux définie par l'Insee en 2022.
Elle est située hors unité urbaine. Par ailleurs la commune fait partie de l'aire d'attraction d'Épernay, dont elle est une commune de la couronne,. Cette aire, qui regroupe 44 communes, est catégorisée dans les aires de 50 000 à moins de 200 000 habitants,.

### Occupation des sols
L'occupation des sols de la commune, telle qu'elle ressort de la base de données européenne d’occupation biophysique des sols Corine Land Cover (CLC), est marquée par l'importance des territoires agricoles (75,4 % en 2018), en diminution par rapport à 1990 (78,3 %). La répartition détaillée en 2018 est la suivante : 
terres arables (73,3 %), forêts (14,1 %), zones urbanisées (3,3 %), eaux continentales (2,9 %), mines, décharges et chantiers (2,2 %), zones agricoles hétérogènes (2,1 %), milieux à végétation arbustive et/ou herbacée (2,1 %). L'évolution de l’occupation des sols de la commune et de ses infrastructures peut être observée sur les différentes représentations cartographiques du territoire : la carte de Cassini (XVIIIe siècle), la carte d'état-major (1820-1866) et les cartes ou photos aériennes de l'IGN pour la période actuelle (1950 à aujourd'hui).

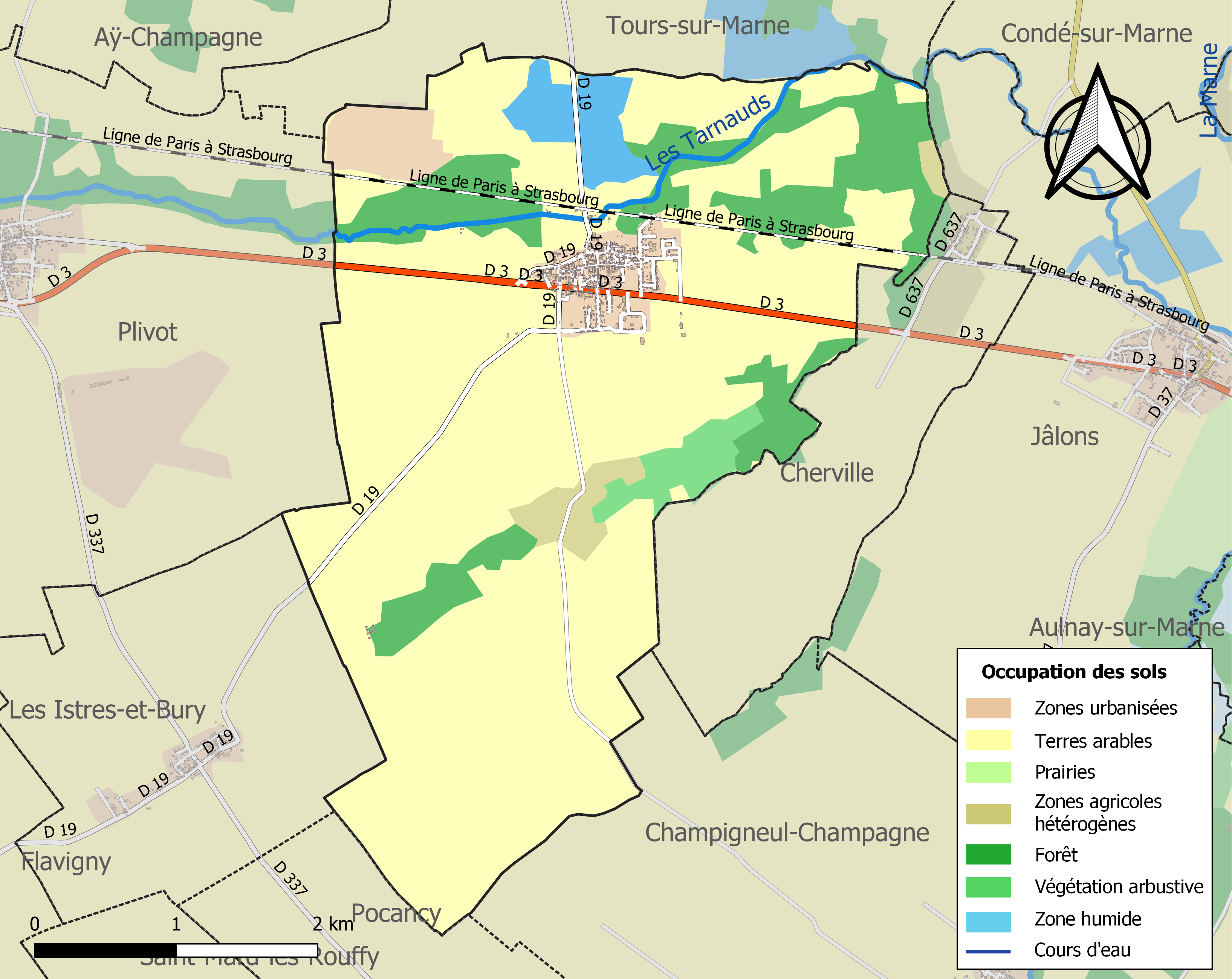
Carte des infrastructures et de l'occupation des sols de la commune en 2018 (CLC).

### Voies de communication et transports
Le village est desservi par deux routes principales : d'est en ouest, Athis est traversée par la route départementale 3 entre Châlons-en-Champagne et Épernay ; du nord au sud, par la route départementale 19 entre Tours-sur-Marne et Avize.
Membre de la communauté d'agglomération Épernay, Coteaux et Plaine de Champagne, Athis bénéficie du service de transport à la demande (TAD) du réseau Mouvéo. La commune dispose d'un arrêt sur la ligne G entre Athis et Épernay, qui propose en 2025 deux allers et deux retours par jour (du lundi au samedi hors jours fériés).

## Toponymie
Le nom de la localité est attesté sous les formes Atteiæ (vers 948) ; Atteia (1076) ; Villa que vocatur Ateias (1090) ; Aciez pour Atiez ? (vers 1222) ; Aties (vers 1252) ; Atheiæ (1279) ; Athys (vers 1300) ; Atheis (1308) ; Athis (1303-1312) ; Athies (1346) ; Athiis (1394) ; Atheys (1415) ; This (1549) ; Aathis (1640) ; Athie (1643) ; Atis (1676) ; Athye (1762) ; Athie-sur-Marne (1769).
Le nom d’Athis provient du mot gaulois attegia signifiant « cabane, hutte »,,

## Politique et administration
Par décret du 29 mars 2017, la commune est détachée le 31 mars 2017 de l'arrondissement de Châlons-en-Champagne pour intégrer l'arrondissement d'Épernay.

### Intercommunalité
La commune, qui n'était membre d'aucune intercommunalité jusqu'en 2013, a rejoint le 1er janvier 2014 la communauté de communes de la Région de Vertus,, conformément aux prévisions du schéma départemental de coopération intercommunale (SDCI) de la Marne du 15 décembre 2011, puis le 1er janvier 2017 la communauté d'agglomération Épernay, Coteaux et Plaine de Champagne.

### Liste des maires

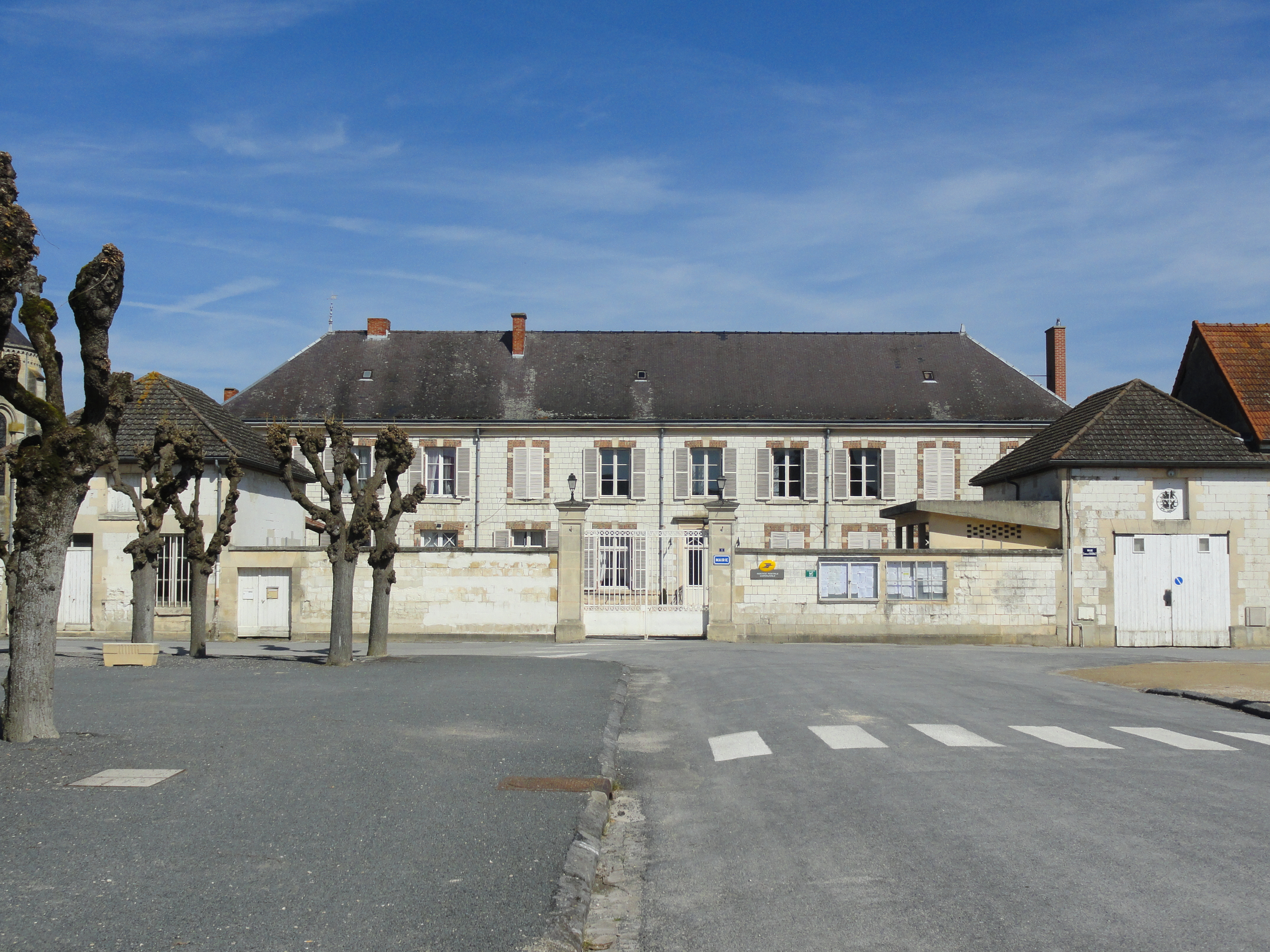
La mairie d'Athis.

| Période                                  | Période                    | Identité            | Étiquette | Qualité |
| ---------------------------------------- | -------------------------- | ------------------- | --------- | ------- |
| Les données manquantes sont à compléter. |                            |                     |           |         |
| 1857                                     | ?                          | Théodore Leclerc    |           |         |
| avant 1876                               | après 1877                 | Rivière             |           |         |
| 1882                                     | ?                          | Remy Damase Rivière |           |         |
| Les données manquantes sont à compléter. |                            |                     |           |         |
| 1997                                     | 2008                       | Olivier Brun        |           |         |
| 2008                                     | 2014                       | Chantal Grégoire    |           |         |
| 2014                                     | En cours (au 28 juin 2020) | Jean-Loup Evrard    |           |         |

## Équipements et services publics

### Eau et déchets
L'approvisionnement en eau potable et l'assainissement des eaux usées sont des compétences de la communauté d'agglomération Épernay Agglo Champagne, gérées par le biais de son service « Régie Eau et Assainissement » depuis le 1er janvier 2022. La commune d'Athis est alimentée en eau potable par les captages de Bisseuil et accueille une station d'épuration sur son territoire.
La communauté d'agglomération est également compétente en matière de déchets. La collecte des ordures ménagères résiduelles, des déchets recyclables et des biodéchets est réalisée en porte à porte, par mise à disposition de trois bacs distincts. La communauté d'agglomération adhèrant au syndicat de valorisation des ordures ménagères de la Marne (SYVALOM), ces déchets sont amenés au centre de transfert départemental de Pierry puis valorisés sur le site de La Veuve. La collecte du verre et des textiles se fait en apport volontaire. La communauté d'agglomération met par ailleurs trois déchèteries à disposition de ses habitants : à Magenta, Pierry et Voipreux.

### Enseignement
Athis fait partie de l'académie de Reims.
La commune compte une école primaire (maternelle et élémentaire), située rue de la Brûlerie. Elle accueille 84 élèves (chiffres 2024-2025).
Les enfants d'Athis sont ensuite rattachés au collège Louis Grignon de Fagnières et au lycée Jean Talon de Châlons-en-Champagne.

### Postes et télécommunications
La commune dispose d'une agence postale communale, installée rue Camille Soudant. Le bureau de poste le plus proche est situé à Tours-sur-Marne, à environ 3 km. Une boîte aux lettres de La Poste se trouve par ailleurs sur le territoire de la commune, rue Saint-Remy.

### Justice, sécurité et secours
Du point de vue judiciaire, Athis relève du conseil de prud'hommes, du tribunal de commerce, du tribunal de proximité, du tribunal judiciaire, du tribunal paritaire des baux ruraux et du tribunal pour enfants de Châlons-en-Champagne, dans le ressort de la cour d'appel de Reims. Pour le contentieux administratif, la commune dépend du tribunal administratif de Châlons-en-Champagne et de la cour administrative d'appel de Nancy.
Athis est située en secteur Gendarmerie nationale et dépend de la brigade d'Avize.
En matière d'incendie et de secours, la caserne la plus proche est celle de Tours-sur-Marne, rattachée au Service départemental d'incendie et de secours (SDIS) de la Marne.

## Démographie
L'évolution du nombre d'habitants est connue à travers les recensements de la population effectués dans la commune depuis 1793. Pour les communes de moins de 10 000 habitants, une enquête de recensement portant sur toute la population est réalisée tous les cinq ans, les populations de référence des années intermédiaires étant quant à elles estimées par interpolation ou extrapolation. Pour la commune, le premier recensement exhaustif entrant dans le cadre du nouveau dispositif a été réalisé en 2006.

En 2022, la commune comptait 888 habitants, en évolution de +0,23 % par rapport à 2016 (Marne : −1,19 %, France hors Mayotte : +2,11 %).
| 1793 | 1800 | 1806 | 1821 | 1831 | 1836 | 1841 | 1846 | 1851 |
| ---- | ---- | ---- | ---- | ---- | ---- | ---- | ---- | ---- |
| 611  | 647  | 682  | 696  | 713  | 675  | 680  | 686  | 761  |

| 1856 | 1861 | 1866 | 1872 | 1876 | 1881 | 1886 | 1891 | 1896 |
| ---- | ---- | ---- | ---- | ---- | ---- | ---- | ---- | ---- |
| 757  | 758  | 714  | 646  | 634  | 596  | 555  | 559  | 576  |

| 1901 | 1906 | 1911 | 1921 | 1926 | 1931 | 1936 | 1946 | 1954 |
| ---- | ---- | ---- | ---- | ---- | ---- | ---- | ---- | ---- |
| 524  | 524  | 507  | 467  | 509  | 524  | 523  | 503  | 516  |

| 1962 | 1968 | 1975 | 1982 | 1990 | 1999 | 2006 | 2011 | 2016 |
| ---- | ---- | ---- | ---- | ---- | ---- | ---- | ---- | ---- |
| 538  | 547  | 547  | 588  | 669  | 758  | 823  | 823  | 886  |

| 2021 | 2022 | - | - | - | - | - | - | - |
| ---- | ---- | - | - | - | - | - | - | - |
| 892  | 888  | - | - | - | - | - | - | - |

## Culture et patrimoine

### Lieux et monuments
Le château d'Athis date des XVIIe et XVIIIe siècles. Il est inscrit aux monuments historiques depuis 1982. Les boiseries, la cheminée en marbre et la glace de la chambre du chevalier de Cappy sont classées monument historique en tant qu'objet depuis 1947.
L'église d'Athis est dédiée à saint Rémi. Construite au XIIe siècle, elle est composée d'une tour-porche romane, percée d'une porte et de fenêtres, et d'une nef de style gothique. Elle fait partie de la paroisse Saint-Ephrem de la Berle aux Tarnauds. Elle comprend deux statues du XIIIe siècle classées MH : une Vierge à l'Enfant assise en pierre et saint Remy en chêne. Un chasuble de satin brodé de la fin du XVIIe siècle est aussi classé. Deux crédences de style Louis XVI en bois taillé, doré et décoré de marbre ont été classées en 1912, mais elles ont été volées.
La Ferme aux Oiseaux Exotiques possède plus de 400 oiseaux et un parc floral comprenant plus de 200 rosiers. Ouvert du 1er mai au 30 septembre.

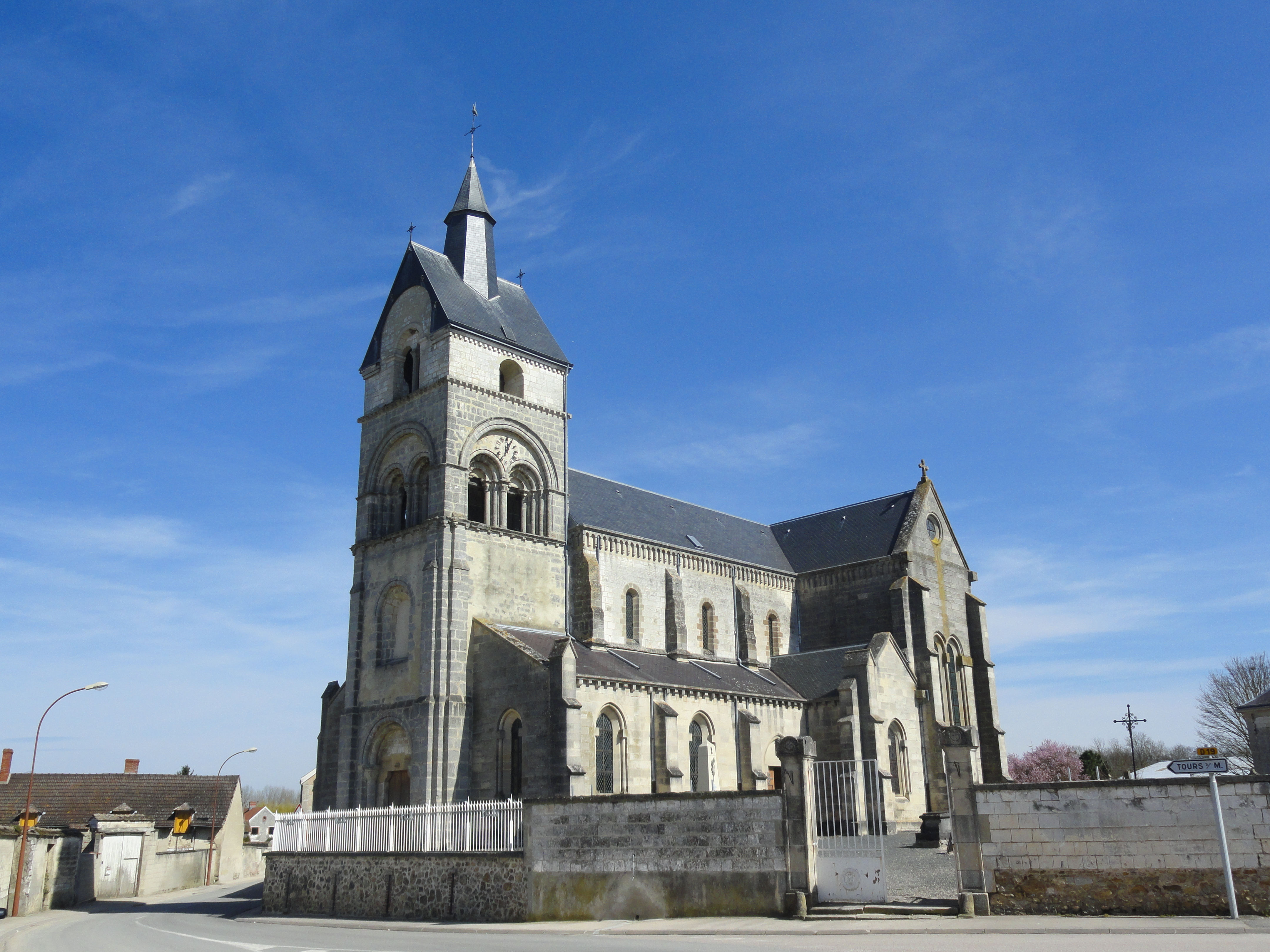
L'église Saint-Rémi.
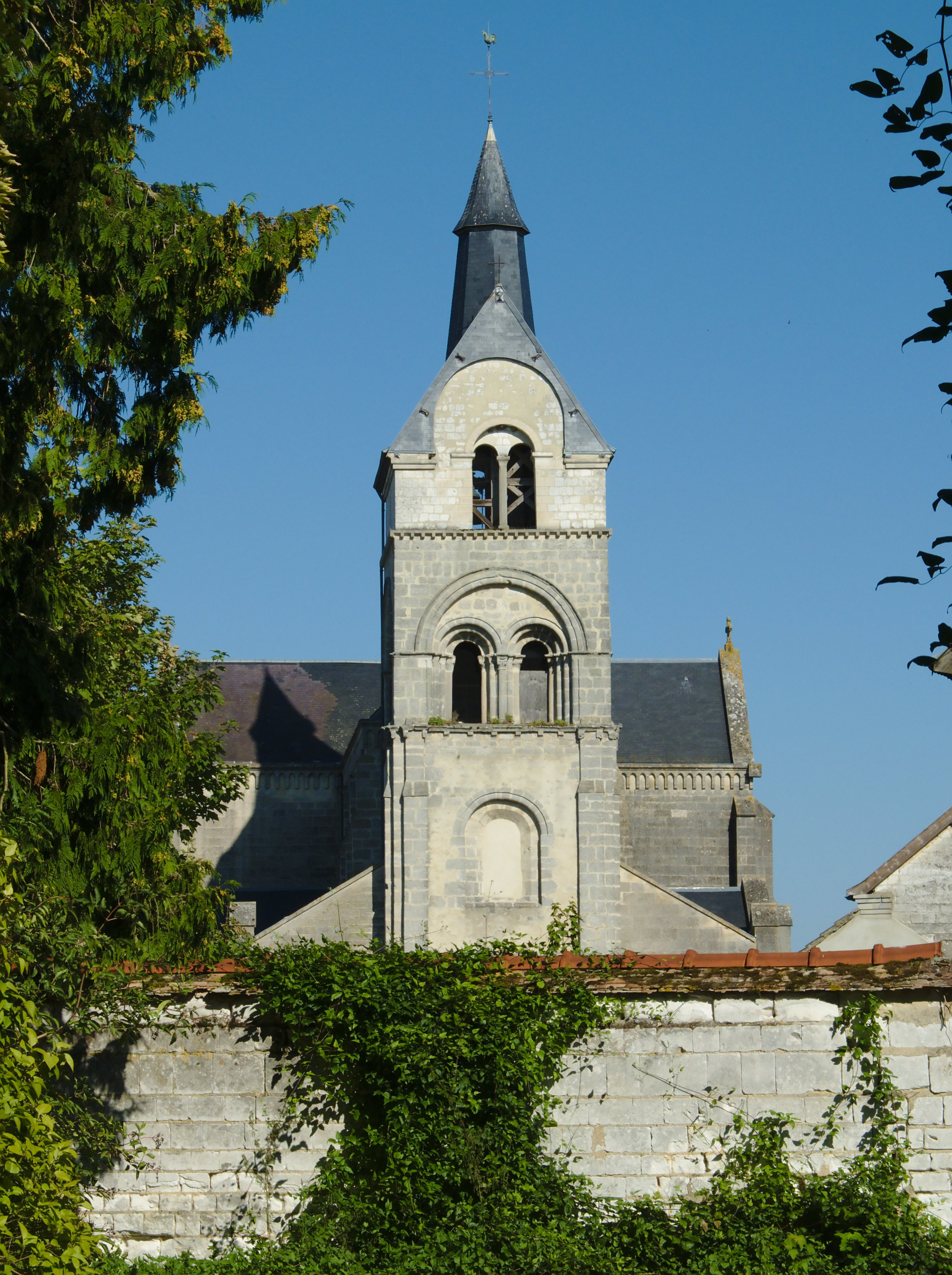
Autre vue de l'église.
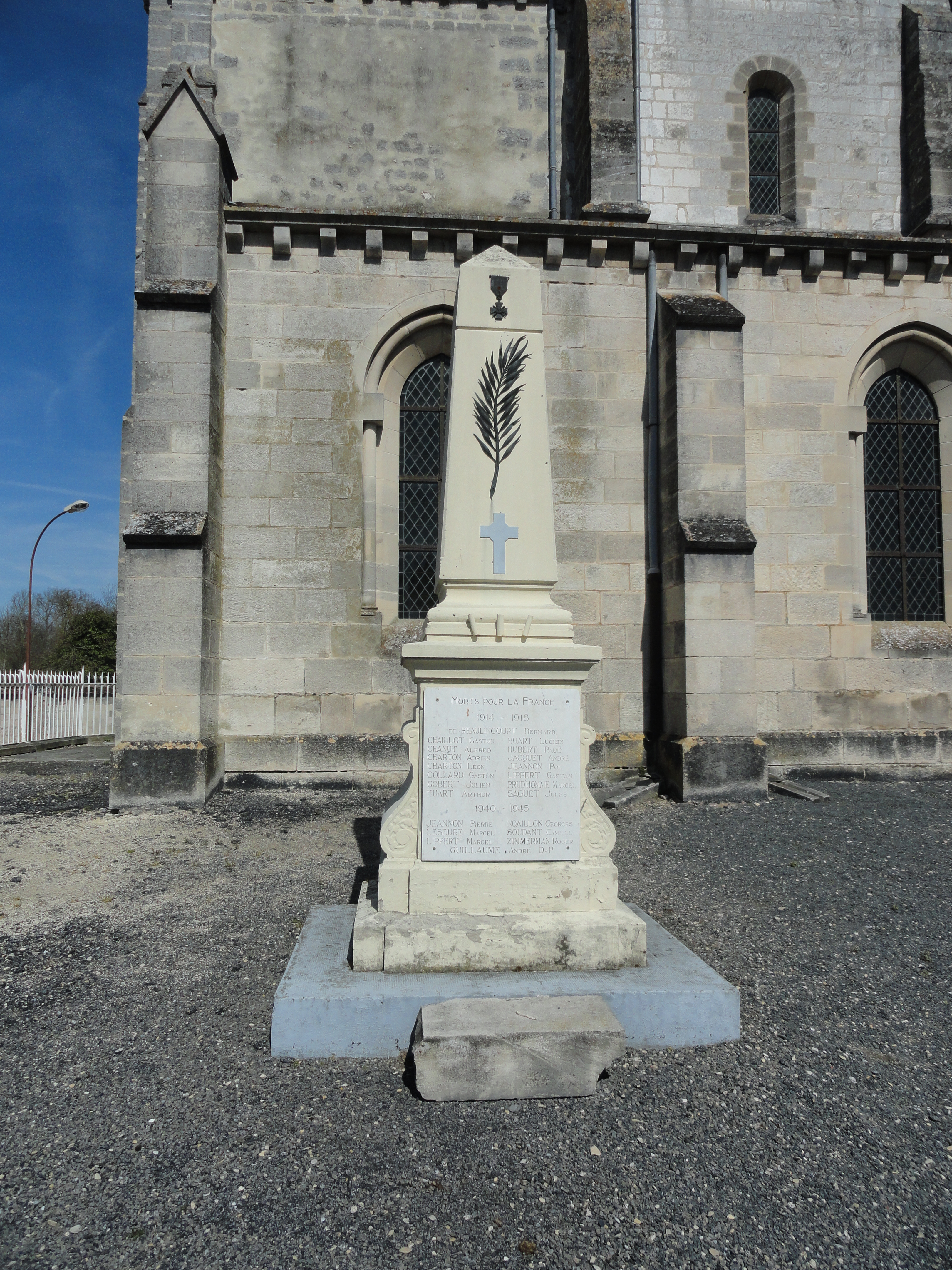
Le monument aux morts.
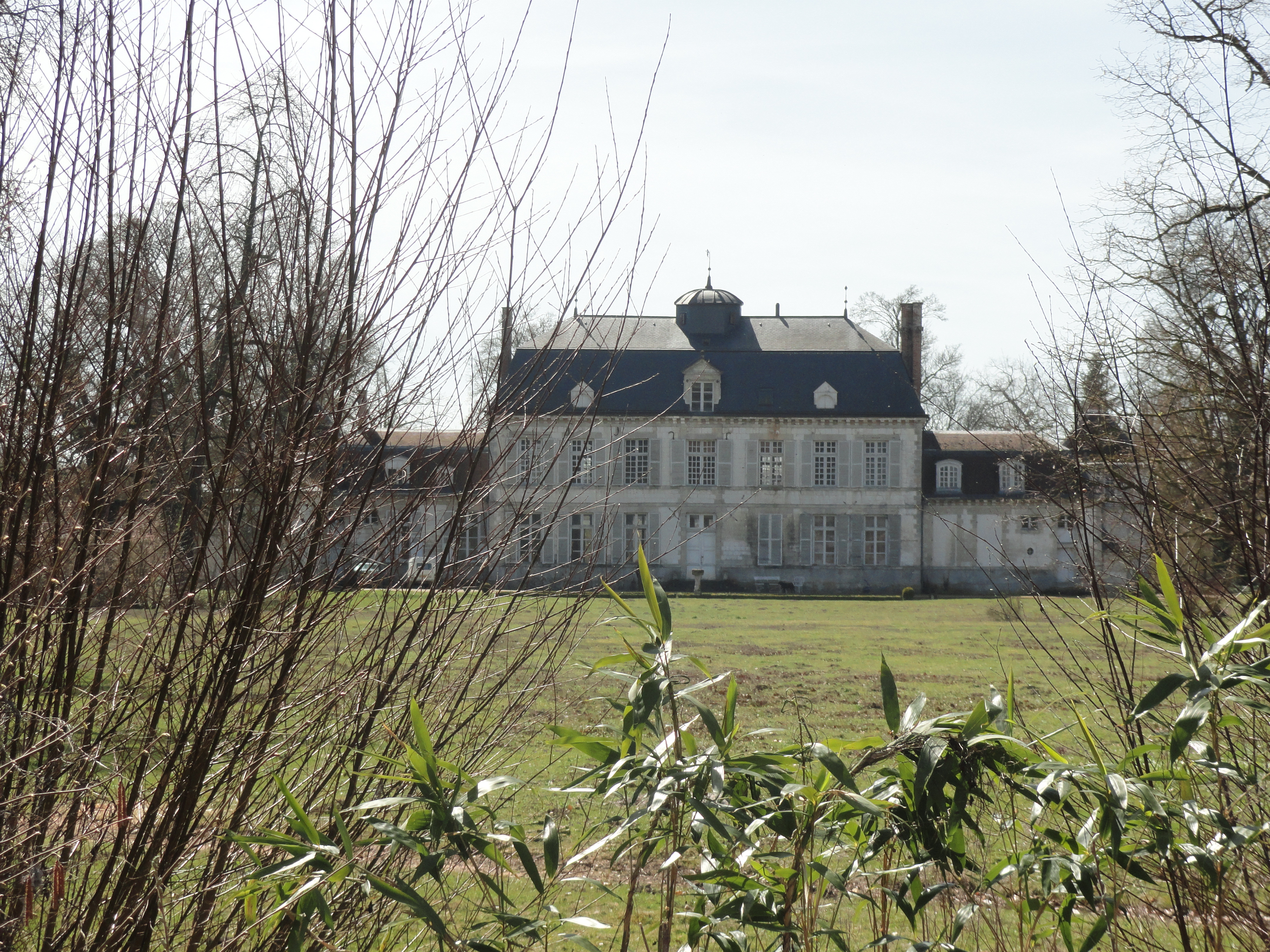
Le château d'Athis.
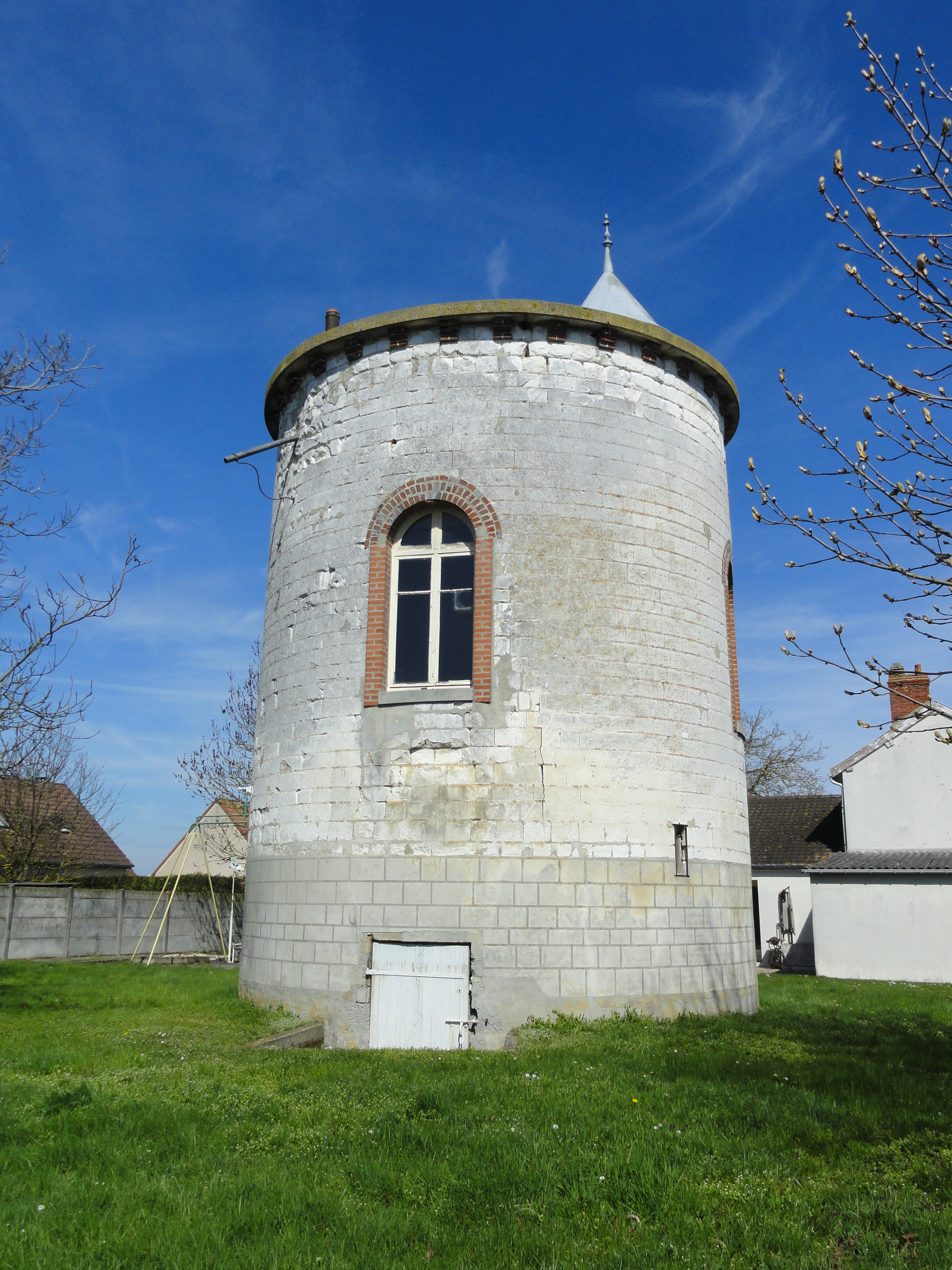
Un ancien moulin à vent datant du XVIe siècle.

### Héraldique
| Blason de Athis | Blason  | Coupé : au 1er parti, au I de gueules à une hutte d'or, au II de sinople à une colombe en vol d'argent tenant dans son bec la sainte Ampoule d'or, au 2d d'azur au chevron d'or accompagné de trois merlettes du même ; à la fasce ondée d'argent chargée de trois filets ondés en fasce d'azur et brochant sur le coupé. |
| Blason de Athis | Détails | Le statut officiel du blason reste à déterminer. |